# Station Deganwy
Deganwy is een spoorwegstation van National Rail aan de North Wales Coast Line in Conwy in Wales. Het station is eigendom van Network Rail en wordt beheerd door Transport for Wales. Het station is een request stop, waar treinen alleen stoppen op verzoek.